# Estátua de Alexandre VII (Bernini)
A Estátua de Alexandre VII é uma escultura feita em mármore que representa Fabio Chigi (Papa Alexandre VII). Foi desenhada pelo artista italiano Gian Lorenzo Bernini e executada por um membro de seu estúdio, provavelmente Antonio Raggi. Está localizada em seu local original, na Catedral de Siena. Foi iniciada em 1661 e concluída em 1663.